# Stazione di Vedano Olona
La stazione di Vedano Olona è una fermata ferroviaria posta sulla linea Saronno-Laveno, a servizio del comune di Vedano Olona. Gestita da Ferrovienord, è servita dai treni regionali di Trenord in servizio da/per Milano Cadorna, Varese Nord e Laveno Mombello-Nord

## Movimento

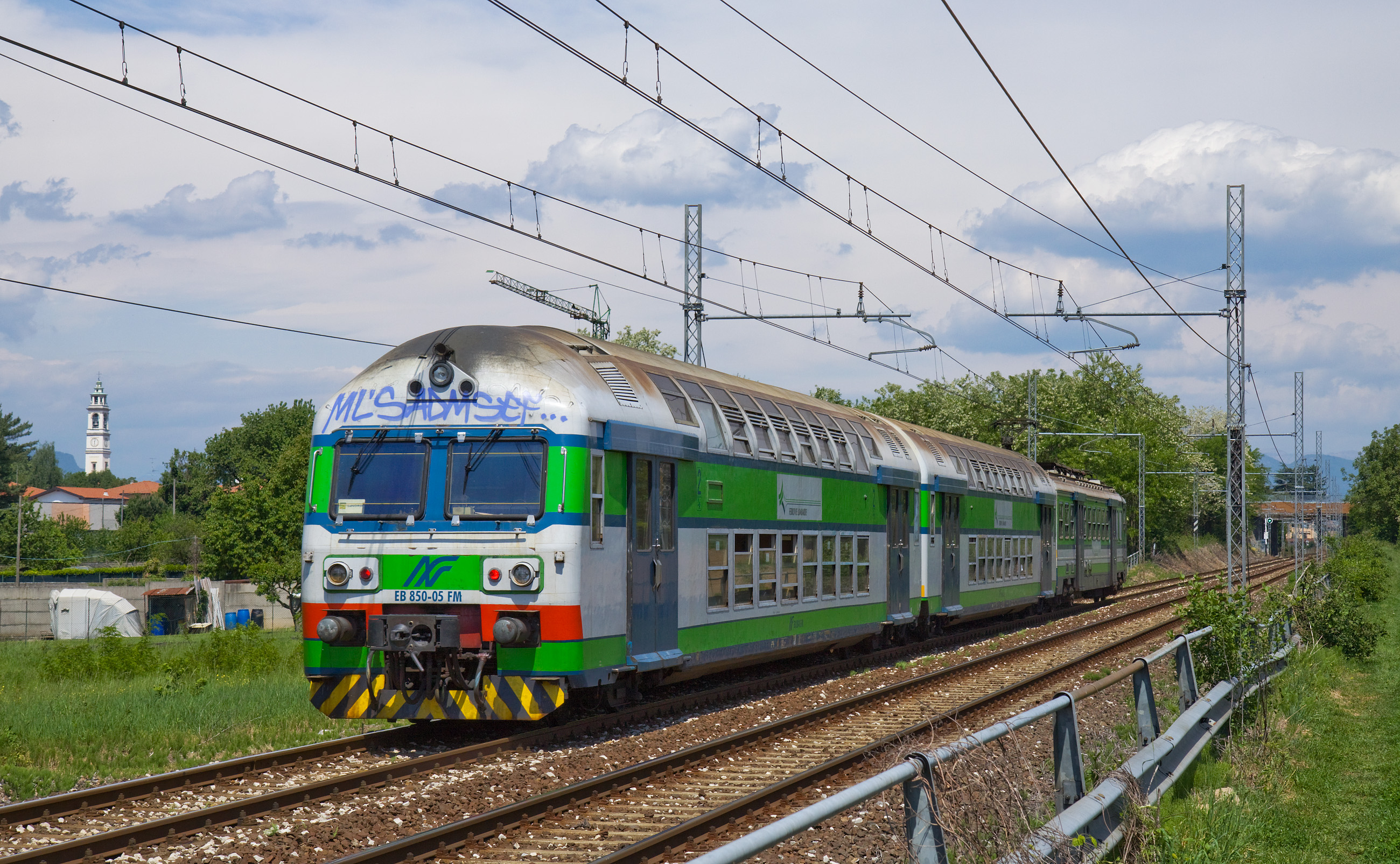
Un vecchio treno delle FNM presso Vedano Olona

La stazione è servita treni regionali svolti da Trenord nell'ambito del contratto di servizio stipulato con la Regione Lombardia.